# Zymer Bytyqi
Zymer Bytyqi (* 11. September 1996 in Sint-Truiden, Belgien) ist ein kosovarisch-norwegischer Fußballspieler.

## Karriere
Bytyqi wurde in Belgien geboren und zog im Alter von zwei Jahren gemeinsam mit seinen Eltern, die in den 1990er Jahren aus dem Kosovo geflohen waren, nach Norwegen. 
Er begann mit zehn Jahren, bei Lura IL Vereinsfußball zu spielen und wechselte 2010 in die Jugendabteilung von Sandnes Ulf. Ab 2011 spielte er mit dem Reserveteam in der dritten Liga und trainierte mit der Kampfmannschaft. Im Oktober 2011 absolvierte er ein Probetraining bei Newcastle United, blieb aber bei Sandnes Ulf. Im Frühjahr 2012 unterschrieb er im Alter von 15 Jahren seinen ersten Profivertrag und gab kurze Zeit später sein Debüt in der höchsten norwegischen Liga: Im Spiel gegen FK Haugesund am 28. Mai 2012 wurde er in der 77. Minute eingewechselt. Es folgten vier weitere Einsätze bis Saisonende. 
Im Herbst 2012 verpflichtete der FC Red Bull Salzburg den damals noch 15-Jährigen zur Winterpause 2012/13. Er zog mit seiner Familie nach Salzburg und nahm ab Oktober am Training der Kampfmannschaft teil. Im Dezember 2012 nahm er mit dem U-18-Akademieteam in Brasilien an mehreren Testspielen teil. Ende Januar 2013 entschied Red Bull Salzburg, Bytyqi bis 2014 zurück nach Norwegen zu Sandnes Ulf zu verleihen. Er sollte dort Spielpraxis in der ersten norwegischen Liga sammeln. 2015 schloss sich Bytyqi Viking Stavanger an. Anfang 2021 wechselte er zum türkischen Erstligisten Konyaspor. In zwei Jahren absolvierte er dort über 70 Ligaspiele und konnte 11 Treffer erzielen. Im Sommer 2023 schloss er sich Olympiakos Piräus an, konnte sich bei großer Konkurrenz auf seiner Position aber nicht durchsetzen und absolvierte nur ein einziges Ligaspiel und ein weiteres in den Playoffs. Nach nur einem halben Jahr verließ er Griechenland wieder und kehrte zurück in die Türkei, wo er sich Antalyaspor anschloss. Dort spielte er zwar regelmäßig, dennoch wurde sein Vertrag im Sommer 2024 nicht verlängert. Nach einigen Monaten der Vereinslosigkeit schloss Bytyqi sich im September 2024 ZSKA Sofia an.

## Nationalmannschaft
Von 2011 bis 2015 kam Bytyqi zu über 40 Einsätzen für norwegischen Nachwuchsnationalteams. Am 5. März 2014 nahm er mit der kosovarischen Fußballauswahl an deren erstem inoffiziellen Freundschaftsspiel gegen ein FIFA-Mitglied teil. Beim 0:0 im Spiel gegen Haiti wurde er für Ilir Azemi eingewechselt. Sechs Jahre später kam er in einem Freundschaftsspiel gegen Schweden erneut für den Kosovo zum Einsatz. Beim 3:2-Sieg gegen Nordirland am 9. Juni 2022 erzielte er seinen ersten Länderspieltreffer.